# Глаттфельдер, Дьюла
Дью́ла Гла́ттфельдер (венг. Glattfelder Gyula, 18 марта 1874 года, Будапешт, Австро-Венгрия — 30 августа 1943 года, Сегед, Венгрия) — католический прелат, епископ Чанада с 22 апреля 1911 года по 24 сентября 1942 год, архиепископ Калочи с 24 сентября 1942 года по 30 августа 1943 год, венгерский общественный деятель.

## Биография
Дьюла Глаттфельдер родился 18 марта 1874 года в Будапеште. После окончания лицея изучал богословие. 15 октября 1896 года в возрасте 22 лет Дьюла Глаттфельдер был рукоположён в священника. Будучи священником основал колледж святого Эмириха и основал журнал «Örökirnádás». В 1904 году был назначен папским капелланом. В 1909 году Дьюла Глаттфельдер стал профессором богословского факультета Будапештского университета. 
22 апреля 1911 года Римский папа Пий X назначил Дьюлу Глаттфельдера епископом Чанада. 14 мая 1911 года в кафедральном соборе Тимишоары состоялось рукоположение Дьюлы Глаттфельдера в епископа, которое совершил архиепископ Калочи Янош Чернох в сослужении с Секешфехервара Оттокаром Прохазкой и епископом Лугоя Василием Хоссу.
По инициативе Дьюлы Глаттфельдера была основана семинария в Тимишоаре. В 1920 году он основал Немецкий педагогический институт в Тимишоаре. После Первой мировой войны исторический район Банат был разделён на три части и передан Венгрии, Сербии и Румынии. Когда территория епархии Чанада оказалась в разных государствах, Дьюла Глаттфельдер перенёс кафедру в город Сегед. 
В 1922 году Дьюла Глаттфельдер был депортирован в Венгрию из Румынии за критику проводимой румынскими властями сельскохозяйственной реформы. 17 февраля 1923 года он был назначен апостольским нунцием и апостольским администратором части территории епархии Чанада, которая перешла Румынии. 25 марта 1923 году он отслужил торжественную прощальную мессу в Тимишоаре и переехал в Венгрию. 
В 1927 году Дьюла Глаттфельдер был избран депутатом Венгерского парламента. Написал множество богословских сочинений и пастырских посланий.
24 сентября 1942 года Римский папа Пий XII назначил Дьюлу Глаттфельдера архиепископом Калочи, но из-за серьёзной болезни он не смог приступить к исполнению своих обязанностей. Скончался 30 августа 1943 года в городе Сегед и был похоронен в крипте собора Пресвятой Девы Марии.